# 高敬刚
高敬刚（1971年1月8日—），是一名已退役的中国职业足球运动员和现役足球主教练。

## 球员生涯
高敬刚出自大连足球名校东北路小学，1983年被教练曹凌福相中，被选拔进入足球学校，之后进入大连队。1994年，他代表大连万达参加首届中国职业足球联赛，出场6次，跟随球队获得甲A联赛冠军。1996年，由于在大连万达得不到太多出场机会，高敬刚接受贾秀全的邀请，加盟刚刚组建的陕西国力。1997赛季，他帮助球队升级到甲B联赛。1999年，他被球队挂牌后选择退役。

## 教练生涯
退役后，高敬刚成为陕西国力的梯队教练。2004年，他前往长春亚泰，继续担任球队的梯队教练。2008年7月初，长春亚泰主教练高洪波下课，高敬刚被调到一队，辅佐临时主教练李旭川两场比赛。2008年底，高敬刚成为长春亚泰一线队的助理教练。2013年5月18日，由于球队主教练李树斌辞职，时为领队的高敬刚成为临时主教练，率领球队在落后两球的情况下2比2战平大连阿尔滨。2014年4月22日，长春亚泰教练斯韦托扎尔·萨布利奇辞职，高敬刚再次担任临时主教练，率队在后面两场比赛0比0战平贵州人和、1比0击败山东鲁能。5月初，在德拉甘·奥库卡成为新任主帅后，高敬刚升任球队总经理。2014年12月21日，长春亚泰宣布高敬刚正式成为球队的第17任主教练。